# Élections constituantes de 1946 dans les colonies du Sénégal et de Mauritanie
Les élections constituantes françaises de 1946 se tiennent le 2 juin. Ce sont les deuxièmes élections constituantes, après le rejet du projet de constitution française du 19 avril 1946 lors du référendum du 5 mai.

## Mode de scrutin
L'assemblée constituante est composée de 586 sièges pourvus pour la plupart au scrutin proportionnel plurinominal suivant la règle de la plus forte moyenne dans chaque département, sans panachage ni vote préférentiel.
Dans les colonies du Sénégal et de Mauritanie (qui allaient devenir territoires d'outre-mer de par la nouvelle constitution), deux députés sont à élire, selon le système uninominal majoritaire à deux tours.
Le premier par le collège des citoyens français (les Colons et les ressortissants des Quatre communes), le second par le Collège des non-citoyens (l'élite des populations dites Indigènes).

## Élus
| Député sortant        | Parti | Parti | Député élu ou réélu   | Parti | Parti |
| --------------------- | ----- | ----- | --------------------- | ----- | ----- |
| Amadou Lamine-Guèye   |       | SFIO  | Amadou Lamine-Guèye   |       | SFIO  |
| Léopold Sédar Senghor |       | SFIO  | Léopold Sédar Senghor |       | SFIO  |

## Résultats

### Collège des Citoyens
|          | SFIO     | Amadou Lamine-Guèye * | 31 288 | 97,13  |  |  |
|          | Soc ind. | Adolphe Maillet       | 925    | 2,87   |  |  |
|          |          |                       |        |        |  |  |
| Inscrits | Inscrits | Inscrits              | 46 985 | 100,00 |  |  |
| Votants  | Votants  | Votants               | 32 753 | 69,71  |  |  |
| Exprimés | Exprimés | Exprimés              | 32 213 | 98,35  |  |  |

### Collège des Non-Citoyens
|          | SFIO     | Léopold Sédar Senghor * | 20 718 | 97,36  |  |  |
|          |          |                         |        |        |  |  |
| Inscrits | Inscrits | Inscrits                | 28 461 | 100,00 |  |  |
| Votants  | Votants  | Votants                 | 21 281 | 74,77  |  |  |
| Exprimés | Exprimés | Exprimés                | 20 718 | 97,36  |  |  |